# Mokgweetsi Masisi
Mokgweetsi Eric Keabetswe Masisi (Moshupa, 21 juli 1962) is een Botswaans politicus van de Botswaanse Democratische Partij (BDP). Van 1 april 2018 tot 1 november 2024 was hij de president van Botswana, nadat hij eerder diende als vicepresident en minister. 

## Biografie
Mokgweetsi Masisi werd in 1962 geboren in het toenmalige protectoraat Beetsjoeanaland en groeide op in Gaborone. Hij is een zoon van Edison Masisi (1921–2003), die als parlementslid en minister decennialang actief was in de Botswaanse politiek. In zijn jonge jaren maakte Masisi carrière als acteur en studeerde hij Engels en geschiedenis aan de Universiteit van Botswana. Na zijn afstuderen in 1984 werd hij onderwijzer en in 1990 behaalde hij een master in sociale wetenschappen aan de Florida State University in de Verenigde Staten. Aansluitend was hij jarenlang werkzaam bij UNICEF. Masisi trouwde in 2002 en heeft een dochter.

### Politieke loopbaan
In de aanloop naar de Botswaanse verkiezingen van 2004 streed Masisi binnen de Botswaanse Democratische Partij (BDP) mee om de voormalige parlementszetel van zijn vader in het kiesdistrict Moshupa. Hij verloor, maar veroverde de zetel vijf jaar later, bij de verkiezingen van 2009, alsnog. Naast zijn werk in het nationale parlement werd Masisi in januari 2011 minister van Presidentiële Zaken en Openbaar Bestuur in de Botswaanse regering.
In oktober 2014 werd Masisi als parlementslid herkozen en werd hij aangesteld als minister van Onderwijs, een functie die hij toen al enkele maanden waarnam. Daarnaast werd hij door president Ian Khama, een partijgenoot, op 12 november 2014 benoemd tot vicepresident van Botswana. Masisi volgde Khama in april 2017 op als voorzitter van de BDP.
Volgens de Botswaanse grondwet mag een president maximaal twee termijnen van vijf jaar regeren en volgt de vicepresident hem bij het verstrijken van deze periode automatisch op. Op 1 april 2018 was president Khama exact tien jaar aan de macht en droeg hij het presidentschap over aan Masisi. Kort hierop raakten de twee gebrouilleerd, waarbij Masisi door Khama bekritiseerd werd om zijn vermeende autoritaire neigingen en het opheffen van het jachtverbod op olifanten. Samen met gelijkgestemden verliet Khama de BDP en sloot zich aan bij het Botswana Patriotic Front (BPF), een oppositiepartij.
In oktober 2019 volgden in Botswana nieuwe verkiezingen. Masisi werd met 52,65% van de stemmen officieel verkozen tot president en de BDP behield haar parlementaire meerderheid. Umbrella for Democratic Change, een alliantie die met 35,8% als tweede was geëindigd, claimde dat er verkiezingsfraude was gepleegd, maar zowel het Hooggerechtshof als internationale waarnemers achtten dit niet geloofwaardig.
Met het uitbreken van de coronapandemie kondigde Masisi op 11 maart 2020 de noodtoestand af, die tot eind september 2021 van kracht bleef. In deze periode regeerde Masisi per decreet.
- Gemeinsame Normdatei: 1155398017
- Virtual International Authority File: 4070152331605703260009